# 广东梅大高速路面塌方灾害
广东梅大高速路面塌方灾害指2024年5月1日凌晨1时57分许，发生在广东省梅州市大埔县梅龍高速公路（梅大高速段）K11.9茶阳路段的一起路面塌陷事件。事件共导致23辆车陷落，52人死亡，30人受伤。调查评估认定，梅大高速茶阳路段“5·1”塌方灾害是一起长时间持续性降水与多种因素叠加耦合作用，导致的特别重大人员伤亡的塌方灾害。
过程中2时04分许一台汽车冒白烟并起火，引发共21台车辆烧毁，多辆汽车互相堆叠焚毁剩车架。有事故中烫伤的亲历者称电动汽车坠落后动力锂电池起火，同车家属死亡或重伤；另亲历者回忆称坑中喷出很高的火光，伴爆炸声。

## 背景

### 路段
梅大高速是梅州市境内连接梅江区与大埔县的高速公路线路。此次事故发生路段位于梅大高速二期及东延线，于2014年12月31日通车，项目建设方和运营方均为广东交通集团旗下公司。其中，营运管理方广东大潮高速公路有限公司涉及多起合同纠纷案。

### 天气
事故发生前几日，广东持续遭受强降雨袭击。当天，广东多地发出气象灾害预警信号。据统计，截至5月1日8时19分，全省共有41个暴雨预警信号、48个雷雨大风预警信号、5个冰雹橙色预警信号生效。
4月以来梅州出现多轮强降雨，全市平均累积雨量为621.7毫米，较常年同期偏多2.49倍，已超越历史最多降水量（1980年437.3毫米）。4月1日至4月30日，大埔县降雨量628.2毫米，比常年平均228.4毫米多2.75倍。据气象监测显示，4月30日8时至5月1日8时，梅州大埔县出现暴雨，全县平均面雨量48.9毫米，最大降雨量为66.1毫米。
广东省交通运输厅官网4月30日发布的一则消息显示，受持续性强降雨影响，广东部分地区高速公路、普通国省道受损。

## 受害情况
公路塌方路面长约17.9米，面积约184.3平方米。
至5月2日14时，已发现23辆车陷落，48人死亡，30人受伤。大部分车辆被泥土掩埋，21台车受一台车冒烟起火互相堆叠焚毁剩车架。30名伤员以骨伤、颅脑外伤、肺挫伤为主，其中28人在梅州市人民医院救治，2名在大埔县人民医院住院治疗。
根据2025年1月发布的事故调查报告，事件共造成23辆车陷落，52人死亡，30人受伤。30名伤者中，入院时评为危重症的1名、重症16名，救治后无人致残。官方及该调查报告未披露遇难者的信息；《财新》报道称，遇难者主要为福建人，少数为广东人，他们大多数为全家出行。

## 处理

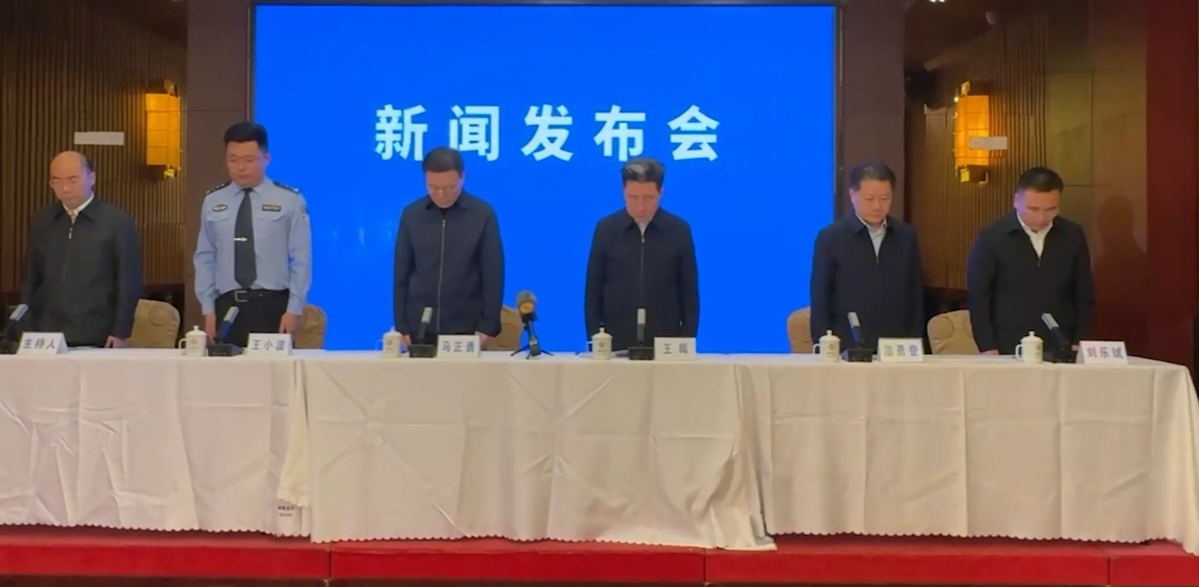
梅州市政府在新闻发布会上哀悼遇难者

5月1日当天，广东省、梅州市成立事故救援现场指挥部，公安、应急、消防、卫健、交通、矿山救护队等投入500多人参与现场救援。中共广东省委书记黄坤明作出指示和安排，两次召开视频调度会。省长王伟中赶赴灾害现场，实地指挥一线应急处置工作。
5月2日，中共中央总书记、中华人民共和国主席、中央军委主席习近平作出指示，要求全力做好现场救援伤员救治、及时排查处置风险隐患、确保人民群众生命财产安全和社会大局稳定。中共中央政治局常委、国务院总理李强做出批示。应急管理部、交通运输部等部门派出工作组赶赴现场指导救援工作。
国家防总办公室、应急管理部组织中国气象局、水利部、自然资源部、交通运输部等部门开展联合会商，研究部署“五一”假期华南、江南、东北等重点地区防汛救灾工作。国务院安全生产委员会办公室印发紧急通知，部署做好当前安全防范工作，坚决遏制重大事故灾害发生。
5月6日，梅州市见义勇为评定委员会拟将事发后协助救援及拦车的5名群众认定为见义勇为表彰对象。

## 调查
事发后，廣東省政府成立以省長王偉中為組長的災害調查評估組。
2025年1月22日，广东省应急管理厅发布事故调查报告。调查组认为，事发地此前出现多轮强降水过程，塌方路堤段地貌使得地下水易汇难排，导致地下水持续汇聚；当年工程勘察时未发现地下水承压现象，地下排水设计抗灾能力不足；事发路段未按设计施工，护脚墙高度及泄水孔数量小于设计；2022年水毁修复工程时施工单位亦未按设计施工。高速公路养护单位长期以外包施工作业当作日常巡查，实际人员远低于合同约定；而目前没有针对高速公路监测预警的标准规范，高速公路公司未对重点路基边坡稳定性进行监测，导致灾害未能第一时间被发现。
當局表示已對4个责任单位和32名公职人员进行问责，并转交相关企业和个人的违法违规行为至相应主管部门作行政处罚。

## 争议
事故亲历者微博 @李戊晨_ 4日称有新能源汽车落在其车顶，动力锂电池起火。同车3位成人家属死亡，幼儿脑出血在ICU治疗，自己也被烫伤。在微博帖子中表达了对电动汽车安全性的怀疑。三联生活周刊公众号6日报道《梅大高速塌方：没有抵达家乡的打工者》采访了事故亲历者，披露了部分事故现场大火与清晨后浓烟的照片与亲历者的回忆，“大概第九辆车掉下去的时候， 坑里窜起了一柱很高的火光，有车爆炸了”，并初步分析事发时期天气环境下该地段的高速公路的建设质量及后期维护。
公众号文章发布两个多小时后因违规无法查看。微博用户@李戊晨_ 5日晚间发布的一则帖文显示，其本人或家属疑受到了外部压力，6日原帖已被删除，调查报告发布后，该用户已无法搜到。对汽车锂电池安全性的质疑并未在调查报告中解释。
对于此次事件，新华社在5月2日改称之为“灾害”而非5月1日当日之“事故”，财新的称呼与官方一致，但三联周刊、界面新闻、澎湃新闻等媒体称为“事故”。如果将此次事件定性为“事故”，则根据其死亡人数，应当属于特别重大事故，需要由国务院组织事故调查组。但官方将事件定性为自然灾害，由广东省组织调查，有观点认为此举是为了淡化事件。

## 类似事件
- 2024年丹宁高速水阳段公路桥梁因暴雨泥石流垮塌，遇难38人、失联24人
- 2024年雅康高速公路康定至泸定段因突发泥石流，5人失联